# 尼古拉·阿夫希莫维奇
尼古拉·叶夫列莫维奇·阿夫希莫维奇，（俄語：Никола́й Ефре́мович Авхимо́вич，1907年1月14日—1996年9月12日），白俄罗斯人，苏联党和国家领导人。曾任白共（布）戈梅利州、格罗德诺州委第一书记；白共中央第二书记；白俄罗斯苏维埃社会主义共和国部长会议主席、烘焙产品部长、社会保障部长等职。

## 生平
- 1907年1月14日出生于明斯克省鲍里索夫。
- 1922年，斯摩棱斯克第16军事救护支队助理司机。
- 1922年-1923年，明斯克、戈梅利第7军用货物支队的助理司机。
- 1923年-1924年，鲍里索夫邮电学校学习。
- 1924年-1926年10月，鲍里索夫罗莎·卢森堡锯木厂工人。1926年加入联共（布）。
- 1926年10月-1928年10月，共青团列佩利斯基区委农村工作部长、区委执行书记。
- 1928年10月-1929年4月，列佩利斯基区政府秘书。
- 1929年4月-1930年3月，列佩利斯基区工会主席。
- 1930年3月-9月，列佩利斯基区消费者协会组织部长。
- 1930年9月-1933年4月，明斯克高等共产主义农业学校学习。
- 1933年4月-1935年3月，明斯克州普哈维茨基区拖拉机站政治部副主任。
- 1935年3月-1937年5月，明斯克州科佩尔区拖拉机站副主任。
- 1937年5月-1938年1月，白共（布）明斯克州科佩尔区委第二书记。
- 1938年1月-1939年9月，白共（布）明斯克州科佩尔区委第一书记。
- 1939年9月-1940年1月，白共（布）别拉斯托克州奥古斯特区委书记。
- 1940年1月-12月，白共（布）别拉斯托克州奥古斯特区委第一书记。
- 1940年12月-1947年6月，白共（布）中央人事委员会书记。期间，1945年2月-1947年6月，白共（布）中央委员会人事部巡视员。
- 1947年6月-1948年，联共（布）中央党校培训班学习。
- 1948年2月-1951年11月，白共（布）戈梅利州委第一书记。
- 1951年11月-1953年8月，白共（布）格罗德诺州委第一书记。
- 1953年6月-1956年7月，白共中央第二书记。
- 1956年7月-1959年4月，白俄罗斯苏维埃社会主义共和国部长会议主席。
- 1959年4月-1961年5月，白俄罗斯苏维埃社会主义共和国烘焙产品部长。
- 1961年5月-1973年12月，白俄罗斯苏维埃社会主义共和国社会保障部长。
- 1974年起退休，享受工会意义的个人养老金。
- 1975年-1983年，白共中央党史研究所研究员。
- 1996年9月12日于明斯克逝世，享年89岁。

阿夫希莫维奇是苏共19-22大代表；第20-21届中央委员；第2-5届苏联最高苏维埃民族院代表，第1-8届白俄罗斯苏维埃社会主义共和国最高苏维埃代表。

## 荣誉
- 三次列宁勋章
- 红旗勋章
- 两次一级卫国战争勋章
- 两次劳动红旗勋章
- 荣誉勋章